# Juridiska föreningen i Umeå
Juridiska föreningen vid Umeå universitet (JF) är en partipolitiskt och religiöst oberoende ideell förening för studenter som läser vid juristprogrammet eller andra fristående juridiska kurser vid Umeå universitet. 
JF bildades i samband med det rättsvetenskapliga programmet vid Umeå universitet under 1980-talet men fick sin nuvarande form i samband med skapandet av juristprogrammet år 1991. JF arbetar för studenterna och representerar dessa gentemot Umeå Studentkår, Umeå universitet, Juridiska institutionen samt mot andra juristutbildningar i Sverige.
Efter beslut från kårfullmäktige den 13 februari 2013 utgör Juridiska föreningen sedan 1 juli en egen kårsektion. 
Föreningen har till ändamål att tillvarata och främja medlemmarnas intresse, förmedla kontakt mellan studenter och yrkesverksamma jurister samt skapa en positiv studiemiljö för juridikstudenter. 
Inspektor
| 2013-2015      | Maria Eklund           |
| 2015-2017      | Nina Nilsson Rådeström |
| 2018-2024      | Jan Leidö              |
| 2024-nuvarande | Nina Nilsson Rådeström |

Styrelse
| 2025                     |                  |
| ------------------------ | ---------------- |
| Ordförande               | Vera Dahl        |
| Vice ordförande          | Isak Östman      |
| Ekonomiansvarig          | Alice Sandqvist  |
| Informationsansvarig     | Lisa Bäcklund    |
| Utbildningsansvarig      | Victor Holmström |
| Vice utbildningsansvarig | Linn Nilsson     |
| Marknadsansvarig         | Ebba Albecker    |
| Klubbmästare             | Alicia Nygren    |
| Sportmästare             | Elin Odelberg    |
| Chefredaktör             | Hugo Sidenhag    |

Maskot
Föreningens maskot är The Legal Eagle. 